# Psapharochrus homonymus
Psapharochrus homonymus là một loài bọ cánh cứng trong họ Cerambycidae.